# Слатина (Доњи Вакуф)
Слатина је насељено мјесто у Босни и Херцеговини у општини Доњи Вакуф које административно припада Федерацији Босне и Херцеговине. Према попису становништва из 1991. у насељу је живјело 74 становника.

## Географија
По последњем службеном попису становништва из 1991. године, у насељу Слатина живела су је 74 становника. Становници су претежно били Срби.

## Становништво
| Националност       | 1991.       | 1981. | 1971. |
| Срби               | 73 (98,65%) |       |       |
| остали и непознато | 1 (1,35%)   |       |       |
| Укупно             | 74          |       |       |